# (13514) Mikerudenko
(13514) Mikerudenko est un astéroïde de la ceinture principale.

## Description
(13514) Mikerudenko est un astéroïde de la ceinture principale. Il fut découvert le 18 juin 1990 à l'Observatoire Palomar par Henry E. Holt. Il présente une orbite caractérisée par un demi-grand axe de 2,34 UA, une excentricité de 0,22 et une inclinaison de 6,9° par rapport à l'écliptique.

## Compléments